# HOOKSOFT
HOOKSOFT（フックソフト）は株式会社ロボプランニングによるアダルトゲームのブランド。 2008年12月2日以前の名称はHOOK（フック）。パートナーブランドの一員。HOOK SOFTWARE CREATIONS（フックソフトウェアクリエイションズ）とも。
姉妹ブランドとして、SMEE、ASa Project、TilyおよびTJR（活動休止）がある。
HOOKSOFTとSMEEは設立時より共通のスタッフで演出・編集を行っており、基本的に制作陣は同一。なお、ASa Projectは同一法人ではあるがホームページおよび構成スタッフは異なる。

## 経緯

### サークル時代
イトセキミナトは、高校3年生時に同学年のkeiをさそい、同人サークル「ティングアベル」を結成した。武田弘光は高校時代に自作のホームページにCGを載せていたところ、イトセキに見止められた。山根呂兵はゲーム専門学校に行った後に、インターネットのチャットにおいてイトセキに誘われて「ティングアベル」に参加した。川波無人は一般企業に勤めた後、ゲーム制作の夢を諦めきれずゲームデザイナー学院に入り、同人サークル「ソフトハウス吾」（そうふとはうすあ）を結成した。亜佐美晶は大学時に同人サークル「サテライン」を結成した。ゲームをつくるに当たり、プログラマーを募集したところ「ソフトハウス吾」のメンバーが手伝いに来ることにより交流を持つようになる。

### ブランド「HOOK」設立
1999年夏に同人サークル「ティングアベル」代表のイトセキミナトが中心となり、同人サークルの法人化という形で設立。イトセキは設立に当たり、同人サークル「サテライン」「ソフトハウス吾」に声をかけ、メンバーを募集する。「サテライン」のメンバー亜佐美はゲーム制作を職業に希望しており、イトセキの誘いに乗る。これにより「サテライン」は解散し、設立に不参加のメンバーは別れる。「ソフトハウス吾」の川波はゲーム制作の下請け会社に勤めた後に、一般企業に勤めていたところ、イトセキの誘いがあり、再びゲーム制作会社に勤めることを決意する。
2000年4月に有限会社を設立し、イトセキが社長に就任。第1作『雨あがりの猫たちへ』の制作発表に当たり、2000年12月にブランド名を「HOOK」に変更。2001年6月15日に同作を発売し、5000本売れたことで、2001年9月に向ヶ丘遊園で初の事務所を構えた。

### 「HOOK」解散の危機
メンバーは口だけの社長イトセキに不満を募らせており、イトセキ社長の実質上の解任を行う。しかし、年収の低さ等は解消せず、不満はわだかまっていた。川波と山根以外はほぼ出社しておらず、実質上の解散となっていた。一方、川波は『雨あがりの猫たちへ』の制作で不満を募らせており、これまでと違うメンバーで制作を行いたいと考える。原画家がいなかったため、「ソフトハウス吾」のメンバーの弟であり、雑誌の投稿で名を得ていた宅本うとを原画家に採用する。その際予めメンバーに相談せずに、第2作『天紡ぐ祝詞』の企画を販売元に提出し、了承が出たため制作を開始する。終盤になると亜佐美とkeiが加わり、何とか発売にこぎつける。また、川波は同作の開発と並行して、ゲームエンジン「YukaScript」の開発を進めていた。
「天紡ぐ祝詞」の販売目途が立ったところで、第3作『Orange Pocket』の制作を始める。会社に籍が残っていたものの依然として出社していなかった武田に原画の担当を頼むが断られる。山根が武田を説得して、『OrangePocket』の制作が開始する。販売元から制作資金を調達後、『天紡ぐ祝詞』の営業が全く行われておらず、同作の予想販売数が2000本と当初の予想7000本から大きく外れることが発覚する。実際の売上も振るわず、借金を抱えることになる。
『天紡ぐ祝詞』がマスターアップすると、「FILM-SOFTWARE」の第1作『なないろ 恋の天気予報』の手伝いに仙台へ行くことになる。ほぼ完成しているという話だったが、手伝いにいってみると発売4ヶ月前にもかかわらず、1%程しか完成していなかったため、急遽「HOOK」スタッフが手伝いに参加した。『なないろ 恋の天気予報』のマスターアップ以降も「FILM-SOFTWARE」代表から制作場所だった一戸建ての家を引き続き使用してよいといわれたため、『OrangePocket』の制作を行う。ところが2002年10月25日に販売された『なないろ 恋の天気予報』に大きなバグが発覚し、「FILM-SOFTWARE」代表は失踪し実質上の解散となる。これにより「FILM-SOFTWARE」のメンバー松下まかこ、らっこ、GTが、『Orange Pocket』の制作を手伝うようになる。
12月末まで仙台で制作していたが、光熱費を支払っていなかったため、電気・ガスが止まる。仕方なく東京に帰ったところ、イトセキが会社解散を発表する。イトセキは制作には関わっていなかったものの、法的には代表取締役社長であったため、イトセキは会社を解散させることができた。

### 「株式会社ロボプランニング」傘下へ
会社が解散になり、個人だと税金の問題や権利関係が複雑になるため、『Orange Pocket』の発売元をどうするかが問題になった。個人名義の販売も考えたが、「株式会社ロボプランニング」が名義を貸してくれることになり、「HOOK」は「株式会社ロボプランニング」傘下のブランドとなる。事務所は販売元のビルの一室を借りることで解決する。2003年6月13日に無事発売された『OrangePocket』は「HOOK」設立以来のヒット作となり、そのお金で2003年8月に秋葉原に事務所を構える。松下、らっこは、「FILM-SOFTWARE」の復活は無理と諦め、「HOOK」の正式メンバーとなる。一方で、武田は「HOOK」を退職する。ここで「HOOK」における原画家が武田から松下、らっこに移ることになる。
2004年5月28日には第4作『LikeLife』を発売した。その翌年には2005年7月15日第5作『_summer』を発売。これら2作はHOOKの方向性が決まった作品であり、うち萌え擬人化を扱った前者は、ユーザーからの高い支持を得、のちに同様のテーマを扱った作品が作られることになった。
2005年9月に、寝泊まり不可の物件で寝泊まりしていたため秋葉原の事務所を追い出されてしまい、各所を探し回った結果、2006年2月に別の事務所へ移る。

### 2006年：サブブランド「SMEE」「TJR」誕生
2006年8月には、姉妹ブランド「TJR」と「SMEE」を立ち上げる。
また、亜佐美は新進ブランドのASa Project、とりわけ代表の天都を気に入っており、宅本によると自分たちに近いところがあったという。HOOK内部では外部メーカーに肩入れしすぎであり、受け入れるのはリスクしかないという指摘も上がっていたが、亜佐美の力押しによりこちらもロボプランニング傘下に加わった。

### 「株式会社インターアパレル」への移動、そして新ブランド「HOOKSOFT」へ
2007年の時期は不明だが、「HOOK」は「株式会社ロボプランニング」から「株式会社インターアパレル」内の開発チームとして全員転籍し、2007年6月29日第6作『HoneyComing』を発売する。ただし、当時「HOOK」が開発してる秋葉原の開発室の表記では「株式会社ロボプランニング」になっていた。2008年10月10日に第7作『FairlyLife』を発売。
2008年10月末をもって現スタッフ全員が「株式会社インターアパレル」を退社したのち、2008年12月2日に「HOOKSOFT」を新たに設立（事実上の独立）し、ホームページも一新した。

### 2010年以降
2010年、『さくらビットマップ』の開発途中で主要原画家のらっこが退社した 。フリーになったらっこは、しばらくの間も作品の原画を担当していたが、2014年1月31日発売の『MeltyMoment』をもって、原画家を引退した。
2020年、20作目にしてブランド設立20周年作品『放課後シンデレラ』を発売し、2022年にはその続編となる『放課後シンデレラ2』を発売した。2023年には低価格帯ブランドTilyが誕生し、デビュー作として『dROSEra 〜レディ・バッドエンドの初恋〜』が発売された。

## 作風

### HOOKSOFT
HOOKSOFTの作品は、“純愛”をテーマにした学園ラブコメディが多い。ブランド代表の亜佐美晶によれば、自身がかつて男子校に通っていたため、「こんな青春を過ごしてみたかった」という願望や妄想から作っている。またユーザーとのつながりを“仁義”と捉えており、ユーザーの嫌がることはせず、できるだけユーザーの意見を取り入れた物作りを心がけている。
亜佐美は「美少女ゲームなう!!」編集部とのインタビューの中で、ヒロインに裏表をつけないようにしている
また、ヒロインのかわいいところを見せたいという亜佐美の想いから、独自のシステムを入れることでも知られており、たとえば「ガーリートーキング」（『LOVELY QUESRT』）は、主人公がいない場で、主人公のことが好きなヒロイン同士の会話を見せたいということで導入された。
HOOKSOFTとSMEEのいずれも、特定のスタッフの人気に頼らないという方針が取られている。これについて宅本は、もし次回作にその作家が不参加となった場合、その人目当てで買っていたユーザーがいなくなってしまうためだと、Whirlpoolのアラガーとの対談の中で説明している。

### Tily
既存のブランドにはゲーム作りに枠のようなものが出来上がってしまったため、「HOOKSOFTやSMEE、ASa Projectでは作れないゲーム」を作るために設立されたブランドであり、既存ブランド同様、『ピーターパン』の登場人物タイガー・リリーにちなんでつけられた。
亜佐美晶は「BugBug」とのインタビューの中で、ブランドのコンセプトとして純愛を前提としつつも、「作りたかったゲームを自由に作ろう」であると述べている。早い段階から低価格路線は決定しており、それと関連して性的描写にも力を入れている。うちデビュー作『 dROSEra 〜レディ・バッドエンドの初恋〜』は、ハッピーエンド至上主義者の主人公と、バッドエンドに性的な興奮をするヒロインの駆け引きが描かれており、亜佐美は事前説明を抜きにとにかくエロいから遊んでくれと渡せる作品にしたかったと、アダルトゲーム雑誌「BugBug」2023年9月号に掲載されたインタビューの中で明かしている。第2作である『あの日の君を振り向かせて。』と、第3作である『ヤっても出られない部屋に閉じ込められたので引き続きもっとヤる話』はそれぞれの開発チームが同時進行で開発を進めていた。また、亜佐美は「BugBug」とのインタビューの中で、最初の3本は結果に関係なく作り、4本目以降はこれらの結果を踏まえたうえで制作しようと展望を述べている。
なお、Tily専門のチームはなく、作品制作はHOOKSOFTやSMEEのスタッフが手掛けている。

## 作品一覧
HD版は省略する。
| #     | 発売日         | タイトル                                                                    | 原画                                                             | シナリオ                                       |
| ----- | -------------- | --------------------------------------------------------------------------- | ---------------------------------------------------------------- | ---------------------------------------------- |
| 1     | 2001年6月15日  | 雨あがりの猫たちへ                                                          | 武田弘光                                                         | 三浦祐介                                       |
| 2     | 2002年6月14日  | 天紡ぐ祝詞                                                                  | 宅本うと                                                         | 川波無人                                       |
| 3     | 2003年6月13日  | Orange Pocket                                                               | 武田弘光                                                         | はね、川波無人、三浦祐介                       |
| 4     | 2004年5月28日  | Like Life                                                                   | 松下まかこ、らっこ                                               | 川波無人、セルシオ、はね、神無月如月、刀部智己 |
|       | 2004年12月29日 | LikeLife 氷庫版                                                             |                                                                  |                                                |
| 5     | 2005年7月15日  | _summer                                                                     | 松下まかこ、らっこ                                               | セルシオ                                       |
| 6     | 2007年6月29日  | HoneyComing                                                                 | 松下まかこ、らっこ                                               | 川波無人                                       |
| 7     | 2008年10月10日 | FairlyLife                                                                  | 松下まかこ、らっこ                                               | 川波無人、モーリー                             |
| 7 FD  | 2008年12月28日 | みくりまくり                                                                |                                                                  |                                                |
| 6 FD  | 2009年8月28日  | @HoneyComing RoyalSweet                                                     |                                                                  |                                                |
| 7 FD  | 2009年12月29日 | よりこりまくり。                                                            |                                                                  |                                                |
| 8     | 2010年9月24日  | さくらビットマップ                                                          | 松下まかこ、鈴平ひろ、桜はんぺん、らっこ、山根呂兵、真海         | 川波無人                                       |
| 9     | 2011年9月30日  | SuGirly Wish                                                                | らっこ、桜はんぺん                                               | はね、モーリー、EDEN'S NOTES                   |
| 10    | 2011年11月25日 | Strawberry Nauts                                                            | 松下まかこ、羽鳥ぴよこ、もとみやみつき                           | 雪仁                                           |
| 11    | 2012年9月28日  | LOVELY QUEST                                                                | らっこ、桜はんぺん                                               | モーリー、瀬尾順、時野つばき                   |
| 12    | 2013年8月30日  | PriministAr -プライミニスター-                                              | 松下まかこ、もとみやみつき、羽鳥ぴよこ、蜜キング                 | 桜城なお、木村ころや、神代いづみ、九平和泉     |
| 13    | 2014年1月31日  | MeltyMoment -メルティモーメント-                                            | らっこ、たかやKi、オダワラハコネ                                 | モーリー、時野つばき、柊晴空                   |
| 14    | 2015年8月28日  | トラベリングスターズ                                                        | 松下まかこ、鈴平ひろ、たかやKi、うおぬまゆう、なえなえ、桐島千夜 | 桜城なお、羽凪華、egk、夢我野迷々              |
| 15    | 2016年12月22日 | Amenity's Life                                                              | RINKS                                                            | 桜城なお、松倉慎二                             |
| 16    | 2018年2月23日  | IxSHE Tell -アイシーテル-                                                   | RINKS                                                            | 桜城なお、松倉慎二                             |
| 16 FD | 2018年7月27日  | もっとI×SHE TELL 彩楓&芳乃 ミニアフターストーリー                           | RINKS                                                            | 松倉慎二                                       |
| 17    | 2019年5月31日  | Eスクールライフ                                                             | RINKS                                                            | 松倉慎二、神宮寺、平野譲治                     |
| 18    | 2019年11月29日 | どっちのiが好きですか？                                                     | ねたろぅ、ものと、綾瀬はづき                                     | 桜城なお、此ノ花しな、時野つばき、羽凪華       |
| 19    | 2020年8月28日  | 放課後シンデレラ                                                            | RINKS                                                            | 此ノ花しな、水越ナゴ、川波無人                 |
| 20    | 2021年4月30日  | ゆびさきコネクション                                                        | 綾瀬はづき、のいと                                               | 岸田ソラ、此ノ花しな                           |
| 21    | 2021年9月24日  | 思い出抱えてアイにコイ!!                                                    | RINKS、のいと                                                    | 桜城なお                                       |
| 19 FD | 2022年1月28日  | 放課後シンデレラ ミニファンディスク ～あなたと帰る最後の下校道～            | RINKS                                                            | 此ノ花しな、浅黄アキ                           |
| 20 FD | 2022年2月25日  | ゆびさきコネクション ミニファンディスク Vol.01 悠月&美琴編                  | 綾瀬はづき                                                       | 椋木咲夜                                       |
| 20 FD | 2022年4月28日  | ゆびさきコネクション ミニファンディスク Vol.02 夏歩&伊織編                  | 綾瀬はづき                                                       | 椋木咲夜                                       |
| 22    | 2022年9月30日  | 放課後シンデレラ2                                                           | RINKS                                                            | 此ノ花しな、浅黄アキ、モーリー                 |
| 23    | 2023年3月31日  | 恋にはあまえが必要です                                                      | Go-1、のいと                                                     | 桜城なお                                       |
| 22 FD | 2023年6月30日  | 放課後シンデレラ2 ミニファンディスク ～君と踊る初めてのハッピーハロウィン～ | RINKS                                                            | 此ノ花しな、モーリー                           |
| 23 FD | 2024年1月26日  | 恋にはあまえが必要です ～もっとあまえるだけミニファンディスク               | Go-1                                                             | 桜城なお、モーリー                             |
| 23 FD | 2024年2月22日  | 恋にはあまえが必要です ～もっとあまえてもらうだけミニファンディスク         | Go-1                                                             | 桜城なお、モーリー                             |
| 24    | 2024年7月26日  | シークレットラブ (仮)                                                       | K子、まんごープリン                                              | 岸田ソラ、モーリー、阿部まれお、渡辺僚一       |
| 24 FD | 2025年4月25日  | シークレットラブ（仮） 純愛アフターストーリー                               | K子、まんごープリン                                              | 阿部まれお、渡辺僚一                           |
| 25    | 2025年6月27日  | ハッピーウィークエンド                                                      | 綾瀬はづき                                                       | 内藤自由 、モーリー、さんざんまん              |

## 姉妹ブランド
SMEE
ASa Project
TJR
- 2006年12月22日 - tan.（タンジェント）
- 2008年8月8日 - BackStage（バックステージ）

Tily
- 2023年7月28日[1] - dROSEra 〜レディ・バッドエンドの初恋〜（ドロセラ）
- 2024年11月29日[31] - あの日の君を振り向かせて。
- 2025年1月31日[20] - ヤっても出られない部屋に閉じ込められたので引き続きもっとヤる話

## スタッフ

### 現スタッフ
- 企画、プロデュース
  - 亜佐美晶[8] - 創立メンバー 現HOOKSOFT代表[8][11]。
  - 山根呂兵[8] - 創立メンバー グラフィックチーフ[8]。『Strawberry Nauts』より監修担当。
  - 宅本うと[8] - 姓の読みは「やかもと」[8]。『天紡ぐ祝詞』より参加。SMEEでのプロデュースと監修も担当している。
  - ELMA - 『SuGirly Wish』より監修担当。

- シナリオ
  - モーリー - 外注。『FairlyLife』以降のHOOKSOFT作品。

- 原画
  - 松下まかこ[8] - 『LikeLife』より担当。元「FILM-SOFTWARE」。
  - 桜はんぺん - 外注。『さくらビットマップ』以降のHOOKSOFT作品。
  - ひなたもも - 外注。『晴れハレはーれむ』および『ラブラブル』以降のSMEE作品。
  - あめとゆき - 外注。『ラブラブル』以降のSMEE作品。
  - らっこ[8] - 『LikeLife』より担当。元「FILM-SOFTWARE」スタッフで、2010年に退社してフリーになった後もHOOKSOFTの原画を担当（『Sugirly Wish』・『LOVELY QUEST』）を続けていた。だが、2013年7月に「14thProject」にあたる『MeltyMoment』をもって業界から完全に引退した[15][16]。
  - 羽鳥ぴよこ - 外注。『Strawberry Nauts』以降のHOOKSOFT作品。
  - 鈴平ひろ - 外注。『さくらビットマップ』『トラベリングスターズ』のみ担当
  - その他
    - 真海　- ちびキャラデザインやサブ原画を担当している(ゲームEDのクレジットにしか表示されておらずパッケージには表記されていない)。
    - 蜜キング - 『PriministAr』でサブ原画を担当している。
    - 宅本うと - 『天紡ぐ祝詞』で原画を担当している。
    - 山根呂兵 - 『さくらビットマップ』のみサブ原画の一部を担当している(ゲームEDのクレジットには他で一括りになっているが、初回特典「さくらビットマップに巡り会うまで～超豪華10周年記念ブック！」で明らかにされている)。

- グラフィック
  - 真海[8]
  - みつき[8]

- デバッグ・編集
  - VII[8] - 『天紡ぐ祝詞』より参加し、「OrangePocket」で正スタッフ。

- スクリプト・編集
  - 黒木ノア[8] - 「システムスクリプト」・「スクリプト統括」などでクレジットされることもあり。

- プログラム
  - 市郎次 - 外注だが、2作目『天紡ぐ祝詞』以降すべて担当。

- 広報
  - 伊藤直子 - 2009年から参加。
  - 飴乃あめ - 2020年3月から参加。[32]

### 旧スタッフ
- 旧会社社長
  - イトセキミナト - 創立メンバー。有限会社解散により辞職。

- シナリオ
  - 川波無人[8] - 創立メンバー。2010年に退社して現在フリー。
  - 雪仁 - 外注。『さくらビットマップ』より『Strawberry Nauts』までシナリオ担当。その後主宰サークルで独立しSMILE（スミレ）を立ち上げる。

- 原画
  - 武田弘光 - 創立メンバー。『OrangePocket』制作後に退社し、外注。
  - もとみやみつき - 『Strawberry Nauts』より担当。「みつき」とは同一人物。原画およびチーフグラフィッカー担当時はこの名義。2013年10月末付けで退社。

- デザイン
  - kei[8] - 創立メンバー HOOKSOFTブランドの原画をプロデュースしている。女性原画家の繊細なタッチに拘りを持っている。2013年10月末付けで退社。